# Egmont Cycling Race

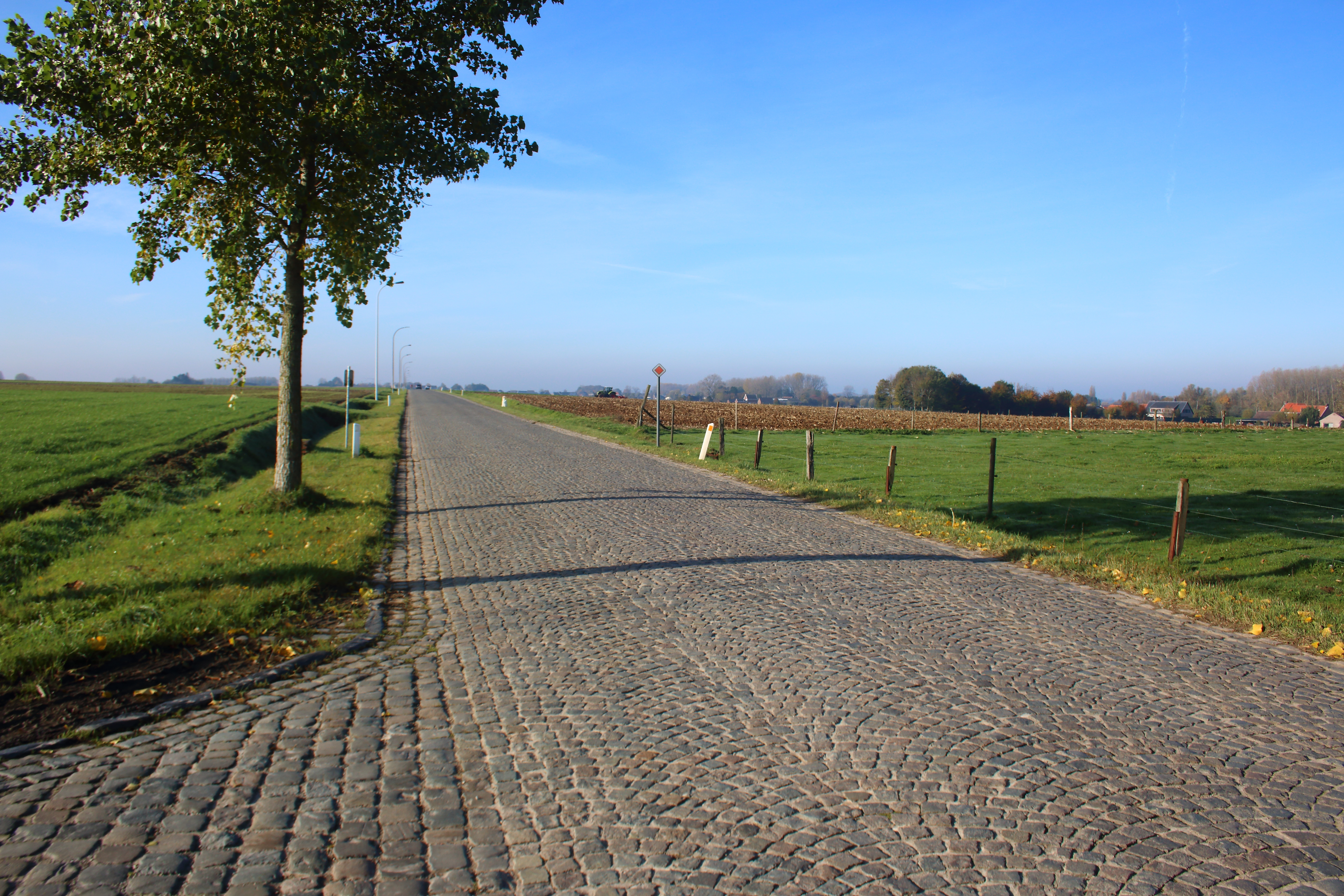
Gatstensavsnittet Lange Munte ingår även i Omloop Het Nieuwsblad.

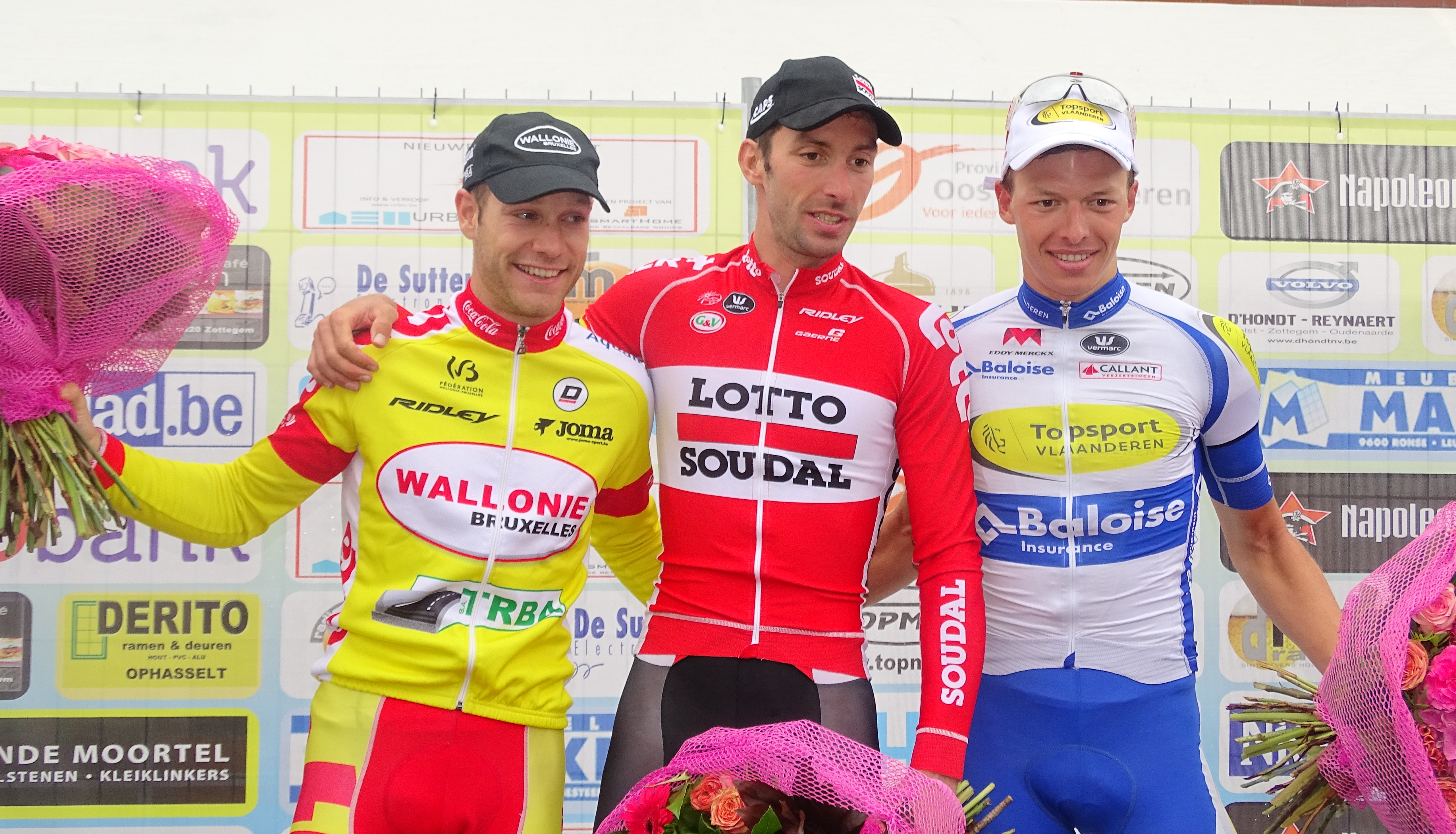
Podiet 2015.

Egmont Cycling Race, tidigare Dokter Tistaertprijs (1936–1970), Herinneringsprijs Dokter Tistaert – Prijs Groot-Zottegem (1971–1998),  Grote Prijs Stad Zottegem – Tistaertprijs (1999–2001) och  Grote Prijs Stad Zottegem (1934–1935 och åter 2002–2020), är ett belgiskt endagslopp i landsvägscykling som avhållits i och kring Zottegem i Östflandern sedan 1934. Loppet ingår i UCI Europe Tour sedan 2005 och är klassificerat som 1.1. Loppets sträckning varierar, men det körs vanligtvis till stor del på en varvbana, är lite småkuperat och innehåller några gatstenspartier (som "Lange Munte", "Paddestraat" och "Lippenhovestraat").
Ett damlopp instiftades 2023.
Joannes Franciscus Alfred Tistaert (1873–1936) var en läkare (nederländska "dokter") från Hekelgem (sedan 1977 ingående i Affligem) som var en pionjär inom belgisk cykelsport, särskilt i "Denderstreek", (som bland annat omfattar Zottegem), och organiserade det första GP Zottegem. Efter hans död döptes loppet om till hans minne.

## Podieplaceringar
| 1940 |

| 1944 |